# Сайїд Мухаммед-шах
Мухаммед-шах (*д/н — 1445) — делійський султан в 1434—1445 роках.

## Життєпис
Походив з династії Сайїд. Онук султана Хізр Хана, син Фаріда Хана. Про молоді роки обмаль відомостей. 1434 року в змові з Сарваром аль-Мульком повалив свого стрийка Мубарак-шаха, зайнявши трон. Протягом 24 годин він убив кількох рабів і емірів свого попередника, а потім покарав тих, хто безпосередньо вбив Мубарак-шаха.
Втім нічого не зміг протидіяти занепаду султанату, оскільки не зміг відновити владу над Пенджабом і Кашміром. Також невдало діяв проти Джаунпурського султанату.
1440 року улеми Делі запроторили малавського султана Махмуд-шаха I Хілджі посісти трон делійського султана. Наприкінці 1441 року в битві біля Делі Алауддін, син Мухаммад-шаха, завдав поразки цьому супротивнику. Мухаммед покликав на допомогу Бахлул Хана Лоді, який прибув з Самана і допоміг в подальшій атаці на Малавський султанат. За це султан надав Лоді посади валі Лахором і Діпалпуром, якими той фактично вже правив, із завданням покарати шейха Джасрата Хокара.
1442 року Бахлул Хан після перемоги над Хокарами підняв повстання проти Мухаммад-шаха, захопивши Сунам, Гісар-Фірузу та інші землі Пенджабу. У 1443 році вдалося відбити напад війська Лоді на Делі. 1444 року Мухаммад-шах помер. Трон перейшов дог його сина Алауддіна, що прийняв ім'я Алам-шах.